# Kulinyi Ernő
Kulinyi Ernő (Szeged, 1893. június 18. – Bruck an der Leitha, 1945. február 2.) magyar  újságíró, kritikus.
1944. október 23-án deportálták Budapestről, internálótáborban halt meg.

## Életpályája
Kulinyi József (1860–1930) és Königstein Adél (1863–1943) gyermekeként született. Apai nagyszülei Kulinyi Bernát és Löffler Eszter, anyai nagyszülei Königstein Izsák és Moskovitz Cecília voltak. Budapesten végezte jogi tanulmányait, majd újságíró lett. Színházi és zenei kritikákat, valamint novellákat írt. 1912-ben a Szegedi Napló, 1913-ban a Pesti Napló és a Magyar Színpad című lapok munkatársa, ezután a Budapesti Hírlap színházi rovatának vezetője volt. 1921-től rövid ideig a Színészújság szerkesztőjeként dolgozott. 1930. november 9-én Székesfehérváron házasságot kötött Kovács Ignác és Freud Cecília lányával, Rózsával. 1932-ben elváltak. Ugyanebben az évben újra megnősült. Második felesége Wéber Terézia volt. Tőle is elvált. 1936. június 6-án Budapesten, a Ferencvárosban ismét megnősült. Harmadik felesége Mandák Anna Magdolna volt. 1941-től a 8 órai Újság munkatársa volt. Koncentrációs táborban halt meg. Több mint 40 operettlibrettót írt és fordított. A "Szép vagy, gyönyörű vagy Magyarország" című dal szövegírója. (Eredetileg A hamburgi menyasszony című operettben hangzott el.)

## Drámái
- A hamburgi menyasszony (1922)
- Babavásár (1922)
- Árvácska (1929)
- Csuda Mihály szerencséje (Bús-Fekete Lászlóval, 1926)
- Aranyszőrű bárány (Móra Ferenccel, 1929)
- Párducbőr (1943)

## Magyar Rádió
- Kemény Egon - Kulinyi Ernő: Schönbrunni orgonák” az első zenés hangjáték (daljáték) a Magyar Rádióban, 1937

„Csortos Gyula új szerepe.
Csortos Gyula, a Nemzeti Színház kiváló művésze, aki már hosszabb ideje nem lépett fel új szerepben, legközelebb a rádió mikrofonja előtt alakít új szerepet: I. Ferenc József király és császár szerepét. Az illusztris művész játssza ugyanis a Schönbrunni orgonák, Kulinyi Ernő és Kemény Egon zenés hangjátékának a főszerepét a rádióban június 29-én este. Csortos Gyula mellett, aki az ötven éves Ferenc Józsefet alakítja, Tóth Böske játssza a hangjáték női főszerepét, egy híres bécsi színésznőt, Bilicsi Tivadar személyesíti Alexander Girardit, a nagy bécsi jellemszínészt és Várady Lajos a fiatal János Szalvátor főherceget. Leövey Leó, a Vígszínház művésze, Harsányi Gizi és egy gyermekszínésznő játszik még jelentősebb szerepet a Schönbrunni orgonákban, amelynek előadását Barsi Ödön rendezi és ifj. Stephanidesz Károly vezényli.”

- Kemény Egon - Kulinyi Ernő: Menekülés Hollywoodból (zenés hangjáték), 1940

## Kemény Egon - Kulinyi Ernő dalok
- Kemény Egon - Kulinyi Ernő: Három dal, 1937 Édesanyám; Szerenád; Pacsirta
- Kemény Egon - Kulinyi Ernő: Ma egy éve (chanson), 1937
- Kemény Egon - Kulinyi Ernő: Tavaszi ima (dal), 1938
- Kemény Egon - Kulinyi Ernő: Keresek egy leányt (tango), 1939
- Kemény Egon - Kulinyi Ernő: Nyílik már a fehér akác… (magyar dal), 1940
- Kemény Egon - Kulinyi Ernő: Tőlem a politika csárdást járhat… (csárdás), 1940

## Diszkográfia
- Kemény Egon – Kulinyi Ernő: Keresek egy leányt… – Odeon, 1939. (Kalmár Pál)

## Fordításai
- Kálmán Imre: A hollandi menyecske (1921)
- Leopold Reichwein: Vigyen el az ördög (1922)
- Jessel: Detektívkisasszony (1922)
- Lehár Ferenc: A sárga kabát (1932)
- Lehár Ferenc: Paganini (1926)
- Kálmán Imre: A cirkuszhercegnő (1926)